# René Plessier
Pour les articles homonymes, voir Plessier.
René Plessier (né en 19xx) est un bassoniste français du XXe siècle. Il était soliste à l'Orchestre national de France.

## Biographie
René Plessier entre dans la classe de basson de Léon Letellier (dédicataire de la sonate de Saint-Saens) au conservatoire de Paris en 1929 et obtient un deuxième accessit en 1930, un deuxième prix en 1931 et son premier prix en 1932.
René Plessier a joué dans l'orchestre de la Radio PTT Nord à Lille de 1930 à 1939.
Il jouait dans le quintette à vent constitué des solistes de l'orchestre national de la Radiodiffusion française (Fernand Dufrêne à la flûte, Jules Goetgheluck au hautbois, Gaston Hamelin à la clarinette, René Plessier au basson et Louis Courtinat au cor) et a effectué de nombreuses tournées et enregistrements avec cette formation.
Il était vice-président de l'association Les Amis du Basson
.
Il joue de nombreuses premières (Paul Dessau (Hollywood), Deux Canons, pour flûte, clarinette, basson avec Fernand Dufrêne, Gaston Hamelin, René Plessier - première audition à Paris le 29 janvier 1947 ; Michał Spisak, concerto pour basson en 1947 à Paris... ) et reçoit des dédicaces : Antoni Szalowski, Allegretto pour basson et piano; Jean Françaix, Quintette à vent n°1; Florent Schmitt, Chants Alizés, Op. 125...
Son jeu sur basson français constitue une référence pour la critique :

« L'orchestre, enfin, gagne lui aussi beaucoup à cette saveur et cette lumière spécifiques des timbres français, qui se mesure notamment à l'aune des solos de bois : ce n'est pas du chauvinisme mais l'entracte n°1 ne sonne pas de la même façon quand c'est un basson français et non un Fagott allemand qui babille, surtout quand il est joué par René Plessier ou Maurice Allard... »

— Christian Merlin, L'Avant-scène opéra n°26, Carmen, mars 1980, p.104

## Discographie sélective
- Mozart, Quintette K.452 - Rondo avec le Quintette à vent de l'orchestre national de la Radiodiffusion française: Fernand Dufrêne (flûte), Jules Goetgheluck (hautbois), Gaston Hamelin (clarinette), René Plessier (basson), Louis Courtinat (cor), avec Jean Françaix (piano), (Columbia LFX 940 (SOFX48), 1949)
- Ibert, Trois pièces brèves, Allegro - Andante - Assez lent, Allegro scherzando, Vivo , avec le Quintette à vent de l'orchestre national de la Radiodiffusion Française, (Columbia LFX 910 (SOFX49/50), 1950)
- Ravel : Alborada del gracioso, avec René Plessier (basson), Orchestre National de la RTF, André Cluytens (direction), (Warner, Enregistrements en 1953)[7].
- Susana Baron Supervielle, Divertissement sériel, quintette  à  vent  de l'orchestre national de la Radiodiffusion Française (1954)[8]
- Masterworks from France - Program no. 263 & no. 264: Christmas cantata – Choral and chamber music (15th-18th centuries), avec l'ensemble vocal Roger Blanchard, (Gotham Records GRC 3857/3858, 1955)
- Stravinsky : Le Sacre du printemps, avec René Plessier (basson), Orchestre National de l’ORTF, Pierre Boulez (direction), (Montaigne, Enregistrements en 1963)[7].
- Heitor Villa Lobos, Bachianas Brasileiras n°6 pour flûte et basson, René Plessier & Fernand Dufrêne, (La Voix de son Maitre FALP476)